# Bargello
Bargello, også kendt som Palazzo del Bargello, Museo Nazionale del Bargello, eller Palazzo del Popolo (Folkets Palads) er en tidligere kaserne og fængsel i Firenze, Italien, som nu er kunstkunstmuseum.

## Terminologi
Ordet bargello ser ud til at stamme fra latin bargillus (fra Goth bargi og tyske burg), som betyder "slottet" eller "befæstet tårn". I den italienske middelalder blev navnet givet til en militær kaptajn med ansvaret for at holde fred og retfærdighed (og dermed "Ordenskaptajn") under uroligheder og oprør. I Firenze han var som regel ansat fra en fremmed by for at forhindre enhver fremtræden af nepotisme. Denne stilling kan sammenlignes med, at en nuværende politichef. Navnet Bargello blev udvidet til den bygning, som var hjemsted for kaptajnen.

## Slottet
Byggeriet begyndte i 1255. Slottet blev bygget til at huse den første Capitano del Popolo og senere, i 1261,"podestà', som er den højeste dommer i Firenzes byråd. Palazzo del Podestà, som det oprindeligt hed, er den ældste offentlige bygning i Firenze. Denne barske riflede bygning fungerede som model for opførelsen af Palazzo Vecchio. I 1574 havde Medici både funktionen af Podestà og bargello, politimester i Firenze, hvorved bygning fik sit navn. Det blev brugt som et fængsel. Henrettelser fandt sted i Bargellos gård, indtil de blev afskaffet med storfyrst Peter Leopold i 1786. Den var hovedkvarter for det florentinske politi indtil 1859. Da Leopold II, den tysk-Romerske Kejser Peter Leopold blev sendt i eksil, besluttede den midlertidige Guvernør i Toscana, at Bargello ikke længere skulle være et fængsel, og det blev derefter et nationalt museum.
Den oprindelige to-etagers struktur blev bygget ved siden af Volognana Tårnet i 1256. Den tredje etage, som kan identificeres ved de mindre blokke, der anvendes til at konstruere det, blev tilføjet efter branden i 1323. Bygningen er bygget op omkring en åben gård med en ekstern trappe til anden sal. En åben brønd er fundet i midten af den indre gårdsplads.
Bargello blev åbnet som et nationalt museum (Museo Nazionale del Bargello) i 1865, og indeholder den største italienske samling af gotisk og Renæssance skulpturer (14–17. århundrede).

## Samling af kunst
Museet huser værker af Michelangelo, som hans Bakkus, Pitti Tondo (eller Madonna og Barn), Brutus og David-Apollo. Samlingen omfatter Donatello's David og St. George Tabernaklet
, Vincenzo Gemito's Pescatore ("fisherboy"), Jacopo Sansovino's Bakkus, Giambologna's Arkitektur og hans Merkur , og mange værker fra den Della Robbia familie. Benvenuto Cellini er repræsenteret med sin bronze-buste af Cosimo I. Der er et par værker fra Barokken, især Giovanni Lorenzo Bernini's 1636-1637 Buste af Costanza Bonarelli.
Museet har også en fin samling af keramik (maiolica), tekstiler, tapeter, elfenben, sølv, rustninger og gamle mønter. Det har også den konkurrerende design til Ofring af Isak (Sacrificio di Isacco), der var lavet af Lorenzo Ghiberti og Filippo Brunelleschi for at vinde konkurrencen for det andet sæt af døre til Firenzes dåbskapel (1401).
Honolulu Hale's indre gårdhave, trappe, og åbne loft blev modelleret efter Bargello.

## Galleri
- Lorenzo Ghibertis Isaks offer.
- Buste af Niccolo da Uzzano (Donatello).
- Buste af Kristus, (Tullio Lombardo).
- Buste af Pietro Melllini (Benedetto da Maiano).
- Ferdinand 2. af Aragoniens kroning.
- Musikere ved Ferdinand 2. af Aragoniens kroning, (Benedetto da Maiano).
- Slaget ved Anghiari, Giovan Francesco Rustici efter Leonardo da Vinci
- Madonna di Santa Maria Nuova-Luca della Robbia
- Krusifiks tilskrevet Michelangelo.
- Kejserinde Ariane (Byzantisk).
- Sankt Jørgen, (Donatello).
- David, (Donatello).
- Bakkus, (Michelangelo).
- Architettura, (Giambologna).
- Buste af Costanza Bonarelli, (Bernini).
- Il Pescatorello (Lille fiskerdreng), Vincenzo Gemito

## Eksterne links
- "Bargello National Museum". Ministry of Cultural Heritage. Arkiveret fra originalen 13. september 2016. Hentet 14. august 2016.

43°46′13″N 11°15′29″Ø / 43.770398°N 11.258008°Ø